# Väckarklocka

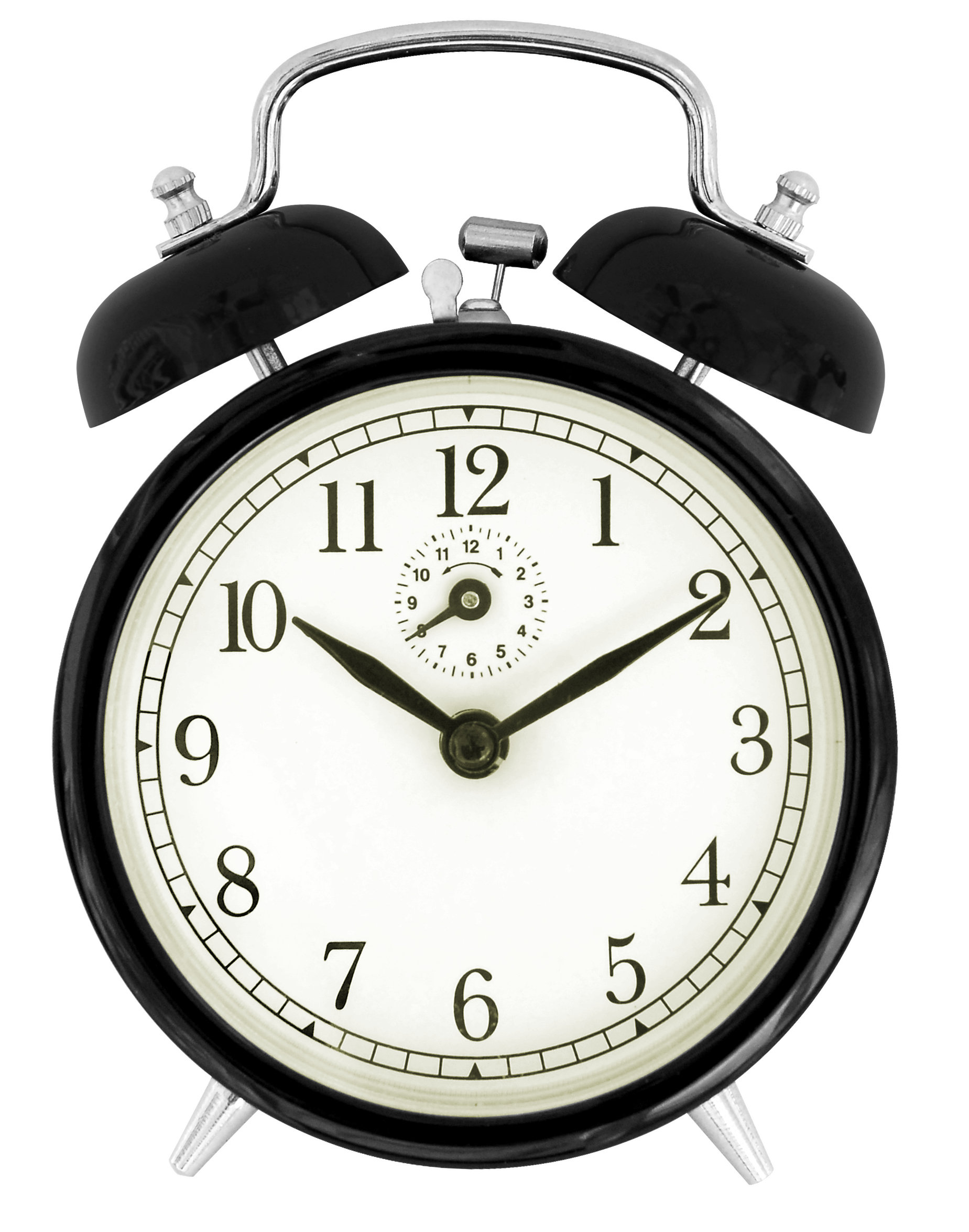
En uppdragbar väckarklocka.

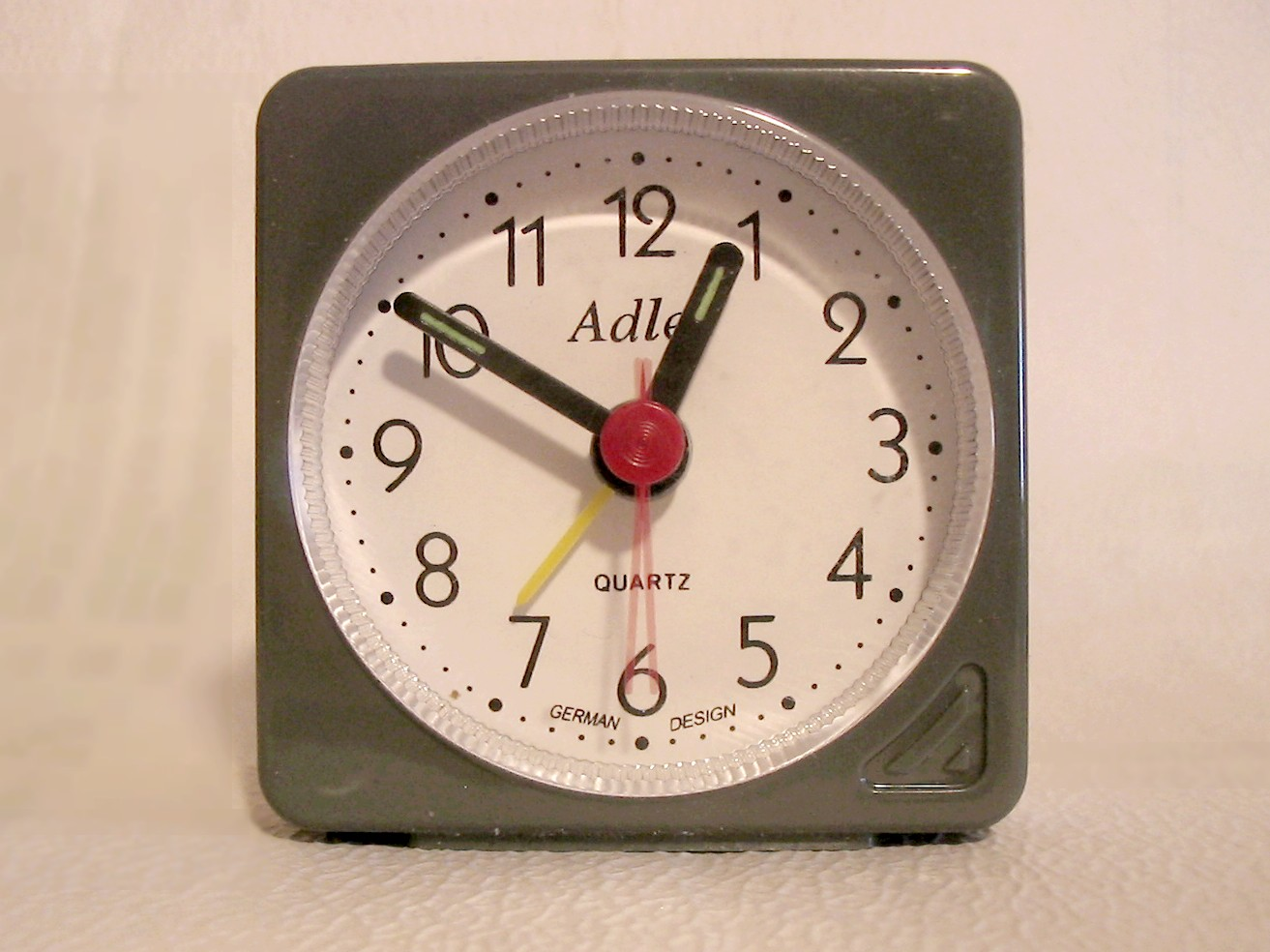
En batteridriven analog väckarklocka.

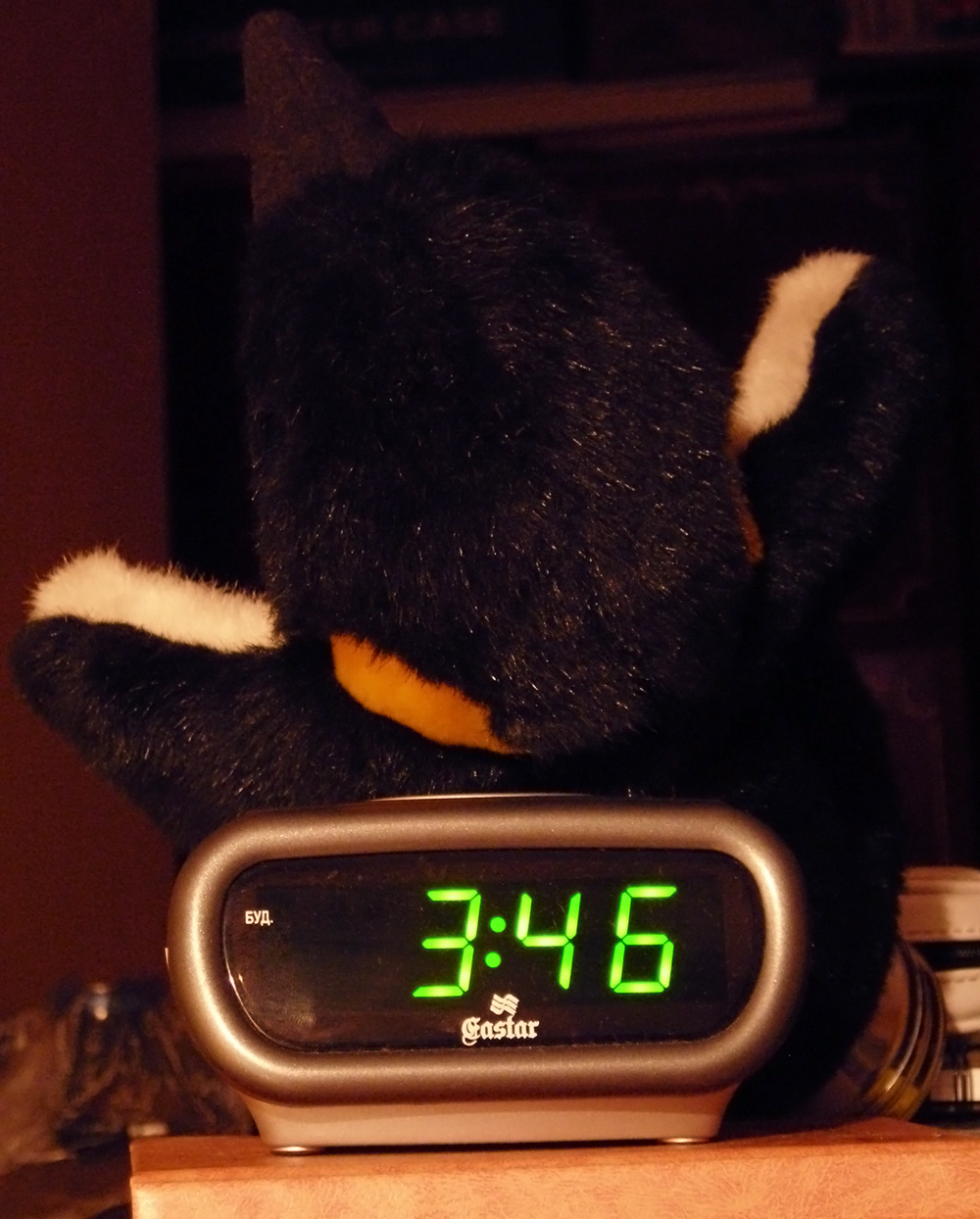
Ett digitalt väckarur.

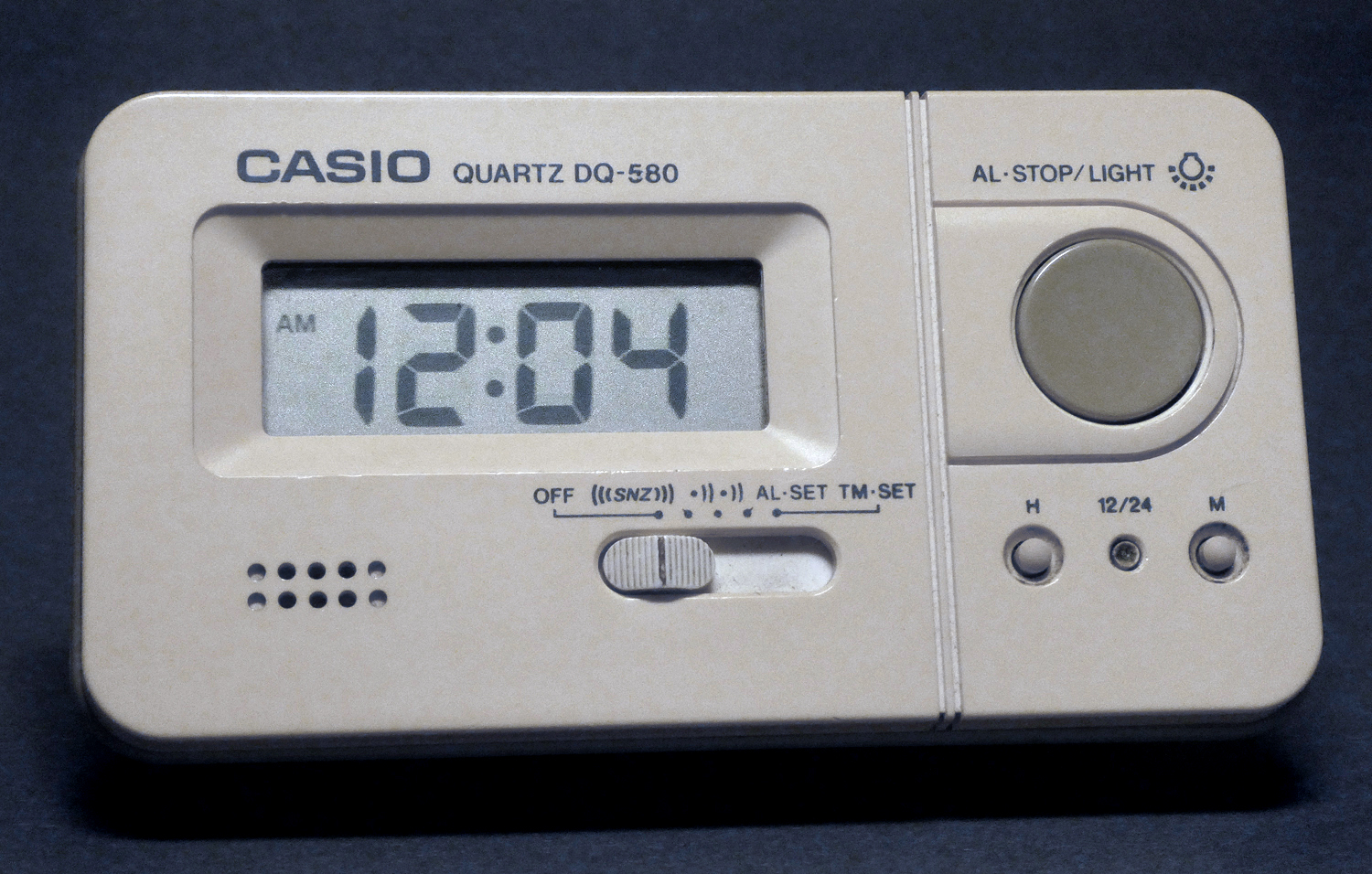
Casio Quartz DQ-580 väckarklocka från 1984.

En väckarklocka eller väckarur är ett ur med ringsignal avsedd att väcka en sovande person vid ett förinställt klockslag. Äldre väckarklockor har inbyggda ringklockor, medan nyare väckarur vanligen har summer eller annan väckningsanordning.
Progressiva väckarklockor har ett stegrande alarm, vilket ger ett gradvis uppvaknande.

## Historik
Enligt antika texter användes vattenur med signal som utlöstes på vissa tider. Alarmet ställdes in genom att en plugg stoppades in i urtavlan på önskat klockslag. Vid väckningstiden sattes kugghjul i rörelse och dessa var kopplade till en hammare som slog på klockan.
Den äldsta mekaniska väckarklockan som bevarats är från 1400-talet och den första mekaniska väckarklockan kan ha kommit till tidigare eftersom man inte dokumenterade allt på den tiden. Den användes av munkar som skulle ringa in bönestunderna i den stora klockan. Den första mekaniska väckarklockan för privat bruk antas vara från 1500-talet.
Det dröjde dock till slutet av 1800-talet innan väckarklockan började massproduceras och blev populär. 1876 tog Seth Thomas Clock Company patent på en väckarklocka för nattduksbordet.

## Snooze-funktion
På 1950-talet när snooze-funktionen lades in i väckarklockorna, hade mekaniken inuti väckarklockorna sedan länge varit standardiserad. Detta innebar att tänderna på kugghjulet till snooze-funktionen var tvungen att matcha den befintliga konfiguration. Detta gav ingenjörerna ett val: de skulle kunna ställa snooze-tiden till antingen lite mer än nio minuter, eller lite mer än tio minuter. Rapporter visade dock att tio minuter var för långt, eftersom det tillåter människor att falla tillbaka i en "djup" sömn, och därför beslutades det om nio minuters snooze, i tron om att folk skulle vakna lättare och gladare efter en kortare tupplur. Även om dagens digitala klockor kan programmeras att ha en snooze, oavsett längd, väljer tillverkarna att hålla sig till nio minuter, eftersom det är vad konsumenterna förväntar sig.

### Snooze och pigghet
Kanadensisk forskning visar att man inte blir piggare av att använda snooze. Kroppen är förberedd på att kliva upp den sista timmen av sömnen. Genom att använda snooze-knappen riskerar man att starta om sömncykeln och därför falla i ännu djupare sömn.
Torbjörn Åkerstedt, professor vid Karolinska institutet, anser också att det kan göra mer skada än nytta att snooza. Att det kan vara bättre att sova en halvtimma längre istället. Samtidigt menar han att snoozandet inte bör ställa till några större problem med sömnen, såvida man sovit djupsömnen (de första fyra till fem timmarna av sömnen).

## I bildligt tal
Ibland används ordet bildligt. Man kan till exempel tala om att en oväntad händelse blev en väckarklocka på grund av att den uppmärksammade omgivningen på något som tidigare varit dolt. En väckarklocka kan också vara en medveten handling eller dylikt från en person i syfte att till exempel skapa debatt eller belysa något som personen anser vara ett allvarligt samhällsproblem. Ett exempel på detta är Elin Wägners bok Väckarklocka.